# دنیاهای تن

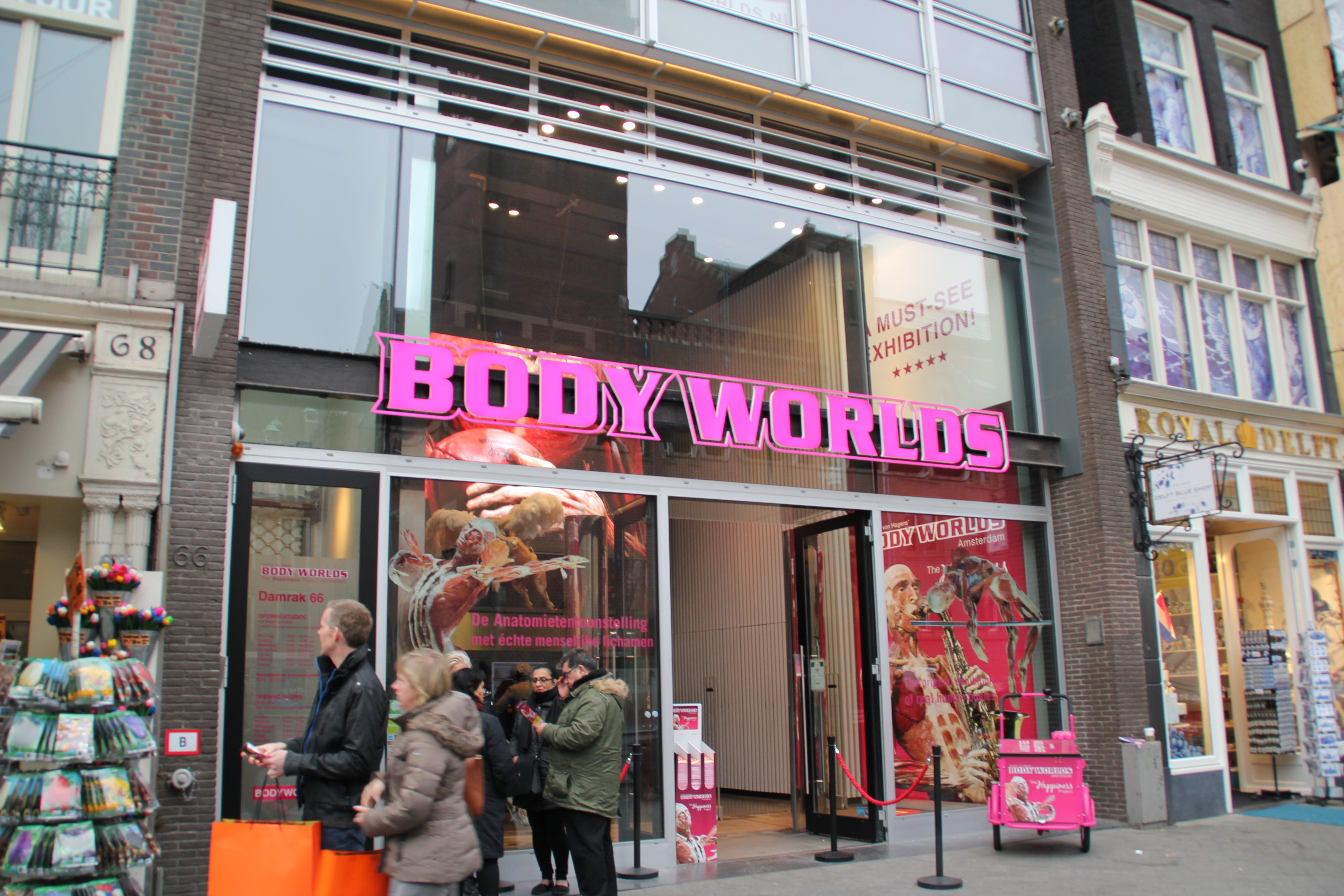
نمایی خارجی از نمایشگاه بادی ورلدز در سن دیگو.

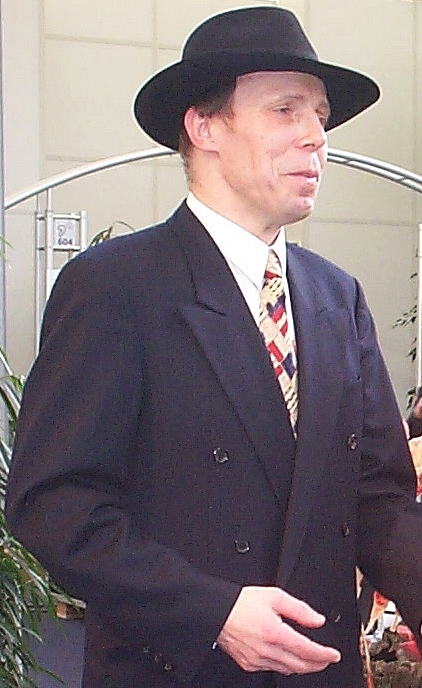
گونتر فون هاگنز برپا کننده نمایشگاه و مبدع روش پلاستینه کردن

دنیاهای تن (به آلمانی: Körperwelten) نمایشگاه سیاری است از تن مردگان و قطعات بدن آدمی که با استفاده از روش پلاستینه‌سازی نگهداری می‌شوند. در روش پلاستینه کردن آب و چربی درون بافت‌ها با نوع خاصی از پلاستیک جایگزین می‌شود. به این ترتیب اعضای داخلی جسدهای پلاستینه شده که از فساد و پوسیدگی در امان مانده‌اند به نمایش درمی‌آیند. مروج و توسعه‌دهنده این نمایشگاه کالبدشناس آلمانی گونتر فون هاگنز است که در دهه ۱۹۷۰ فناوری پلاستینه‌سازی را ابداع کرد. این نمایشگاه با اعتراض گروه‌های گوناگون مذهبی روبرو بوده است. این گروه‌ها باور دارند که نمایش باقیمانده‌های جسم انسان حرمت‌شکنی نسبت به تن آدمی است.